# Repère log-log
Pour les articles homonymes, voir Repère.
Un repère log-log est un repère dans lequel les deux axes sont gradués selon une échelle logarithmique.
Un repère log-log permet de représenter linéairement des phénomènes où y est une fonction puissance de x.

## Exemple
Représentation dans un repère log-log de la période de certaines planètes en fonction du demi-grand axe de leur trajectoire (lois de Kepler).
| Planète | demi grand axe en {\displaystyle 10^{9}m} (ou {\displaystyle 10^{6}km}) | période en {\displaystyle 10^{6}s} (ou {\displaystyle ans}) |
| Mercure | 57,9                                                                    | 7,58 (0,2408)                                               |
| Vénus   | 108,2                                                                   | 19,36 (0,6151                                               |
| Terre   | 149,6                                                                   | 31,47 (1,000)                                               |
| Mars    | 227,9                                                                   | 59,19 (1,881)                                               |
| Jupiter | 778,3                                                                   | 373,32 (11,86)                                              |
| Saturne | 1427                                                                    | 929,1 (29,46)                                               |
| Uranus  | 2869                                                                    | 2649 (84,02)                                                |
| Neptune | 4498                                                                    | 5197 (164,8)                                                |
| Pluton  | 5900                                                                    | 7820 (248,0)                                                |

La relation entre T et R est donnée par {\displaystyle T={\sqrt {\frac {4\pi ^{2}}{GM}}}R^{\frac {3}{2}}}. Le tracé du {\displaystyle \log _{10}T} par rapport au {\displaystyle \log _{10}R} donne:
(voir Série statistique à deux variables pour un ajustement de cette droite).
La même série de données en repère cartésien, aurait conduit à un tassement des premiers points pour permettre le placement du dernier point et aurait montré des points se plaçant vaguement sur une courbe polynomiale.